# سولجر (آیووا)
سولجر (به انگلیسی: Soldier) شهری در ایالت آیووا کشور ایالات متحده آمریکا است که جمعیت آن در سرشماری سال ۲۰۱۰ میلادی، ۱۷۴ نفر بوده‌است.